# Live at the Marquee (Festival)
Live at the Marquee ist ein jährlich stattfindendes Musikfestival in Cork, Irland.

## Geschichte
Es wird seit 2005 zwischen Juni und Juli in Cork ausgetragen, nachdem die Stadt ein Jahr lang zur Kulturhauptstadt Europas ernannt wurde. Die Feierlichkeiten fanden bis 2007 auf der Monahan Road statt. Ab 2008 findet die Festivität im Marquee Tent an der Centre Park Road statt. Das Festival besteht aus unterschiedlichen Konzertgruppen auf verschiedenen Bühnen. Die Ticketpreise werden von den Künstlern und deren Agenturen bestimmt.
Seit 2005 traten auf der Veranstaltung  Elton John, Anastacia, Diana Ross, Bob Dylan, Roger Waters, Eric Clapton, Lou Reed, Neil Young, Lady Gaga, Olly Murs und Sting auf.